# Adri van Male
Adrianus van Male, noto come Adri van Male (Terneuzen, 7 ottobre 1910 – Rotterdam, 11 ottobre 1990), è stato un calciatore olandese, di ruolo portiere.

## Carriera
Con il Feyenoord vinse tre campionati olandesi (1936, 1938, 1940) ed una Coppa nazionale (1935).

## Palmarès

### Club

#### Competizioni nazionali
- Campionato olandese: 3

Feyenoord: 1935-1936, 1937-1938, 1939-1940
- Coppa dei Paesi Bassi: 1

Feyenoord: 1934-1935